# Villa Los Aromos
Villa Los Aromos é uma comuna da província de Córdoba, na Argentina.